# Mittelgebirgs-Scheintarantel
Die Mittelgebirgs-Scheintarantel (Alopecosa taeniata) ist eine Spinne aus der Familie der Wolfspinnen (Lycosidae). Die Art ist paläarktisch verbreitet und gebietsweise häufig vorfindbar.

## Merkmale
Das Weibchen der Mittelgebirgs-Scheintarantel erreicht eine Körperlänge von 7,4 bis 11,8 und das Männchen eine 7,6 bis 10,6 Millimetern. Damit zählt die Art zu den kleineren Scheintaranteln (Alopecosa), deren grundsätzlichen Körperbau die Art ansonsten entspricht. Wie andere Spinnen weist auch diese Art einen auffälligen Sexualdimorphismus (Unterschied der Geschlechter) aus, der sich neben der Größe von Männchen und Weibchen auch in der Färbung beider Geschlechter bemerkbar macht – das Männchen hat einen gegenüber dem Weibchen kontrastreichere Farbgebung und ist überdies mit deutlicheren Zeichenelemente versehen.
Das Prosoma (Vorderkörper) weist beim Weibchen eine Länge von 3,5 bis 5.1 und eine Breite von 2,5 bis 3,8 Millimetern auf. Beim Männchen beträgt die Länge des Prosomas vier bis fünf und die Breite 2,9 bis 3,4 Millimeter. Der Carapax (Rückenplatte des Prosomas) verfügt über eine bräunliche Färbung, die beim Männchen allerdings auch schwärzlich ausfallen kann und ein breites Mittelband, das wiederum eine dichte und weiße Behaarung aufweist. Das Weibchen verfügt auf dem Carapax zusätzlich über hellere Seitenstreifen, die auch sehr verwaschen sein können. Der Rand des Carapax ist weiß behaart. Das Sternum (Brustplatte des Prosomas) ist braun bis rötlichbraun gefärbt.
Die Beine sind bei den ausgewachsenen Weibchen dunkelbraun und bei den adulten Männchen hell gelblich gefärbt. Bei Jungtieren erscheinen die Beine ähnlich gelblich und distal (von der Körpermitte entfernt gelegen) verfügen sie über eine dunklere Farbgebung sowie an den Femora (Schenkel) über dunklere Zeichnungen. Ansonsten besitzen die Femora der Mittelgebirgs-Scheintarantel allgemein eine dunkelbraune Grundfärbung, wobei die der beiden vorderen Beinpaare Männchens schon fast schwarz gefärbt sind. Insgesamt sind die beiden hinteren Beinpaare der bei beiden Geschlechtern heller als die beiden vorderen gefärbt. Während die Patellae (Schenkelringe) und Tibien (Schienen) braun gefärbt sind, so erscheinen die Tarsen (Fußglieder) einschließlich der Metatarsen (Fersenglieder) gelblichbraun.
Das Opisthosoma (Hinterleib) ist auf der Dorsalseite (Oberseite) braun gefärbt. Weiter vorne befindet sich hier das für die Scheintaranteln typische und bei der Mittelgebirgs-Scheintarantel deutlich ausgeprägte, graubraun gefärbte sowie dunkel umrandete Herzmal. Außerdem verläuft auf dem Opisthosoma dorsal ein durchgehendes und helles Medianband, das sich nach hinten verengt und anterior ein braun und lanzettförmiges Zeichen umschließt. Das Medianband wird in dem Bereich hinter dem Herzmal von weißen Querlinien gekreuzt, die die hellen an beiden Flanken des Medianbands befindlichen Flecken verbinden. Das Band weist einige dunklere Stellen an den Rändern auf. Ferner verfügt das Opisthosoma über weitere, lateral (seitlich) verlaufende sowie braune Bänder mit dunklen Stellen an den Innenrändern. Die Ventralseite (Unterseite) des Opisthosomas hat einen hellbraunen Farbton und eine mit weiße Behaarung.

### Genitalmorphologische Merkmale
Die Epigyne (weibliches Geschlechtsorgan) der Mittelgebirgs-Scheintarantel verfügt über Quertaschen mit getrennten Scheiteln. Die Trennung der beiden Scheiteln geschieht durch ein medianes Septum (Trennwand), dessen anteriorer (vorhergehender) Abschnitt schmal und dessen posteriorer (hinterer) verbreitert verläuft. Darüber hinaus gibt es im Bereich des Epigastriums eine Furche mit zwei seichten Vertiefungen. Die Verbindungsgänge zu den verlängert erscheinenden Primärrezeptakeln (Spermatheken) und den birnenförmigen Sekundärrezeptakeln verlaufen zwischen den beiden Formen der Rezeptakel gewunden.
Über den artspezifischen Aufbau der Bulbi (männliche Geschlechtsorgane) der Mittelgebirgs-Scheintarantel liegen keine genauen Informationen vor.

### Ähnliche Arten

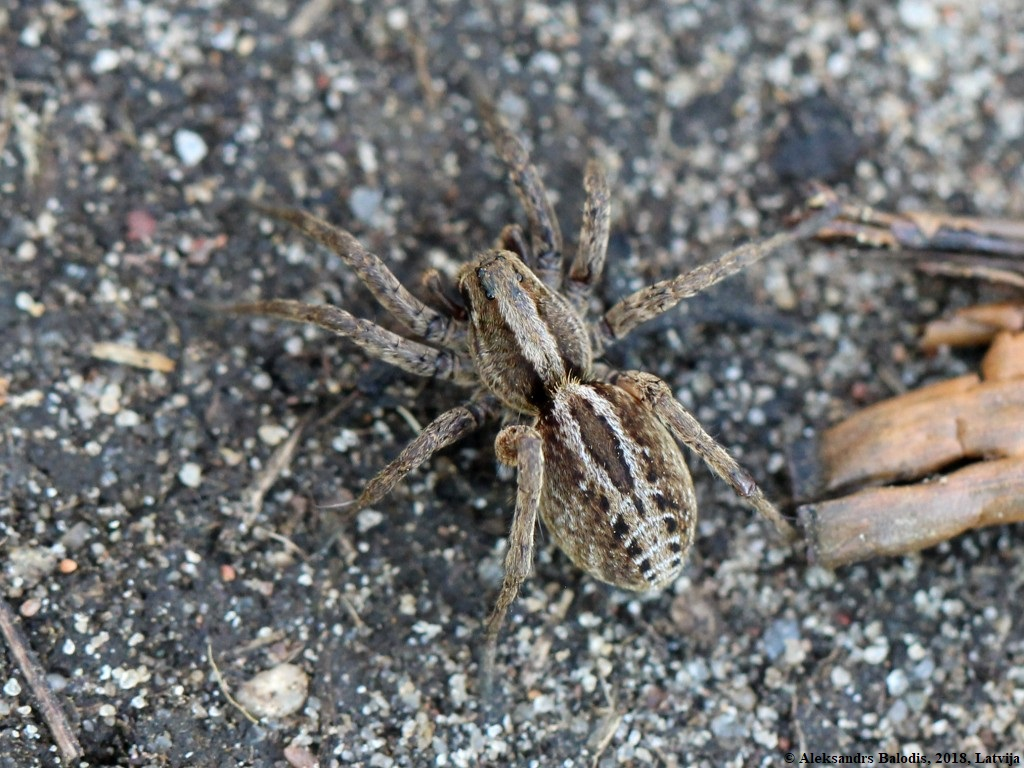
Weibchen der Stacheligen Pantherspinne (Alopecosa aculeata)

Es gibt innerhalb der Gattung der Scheintaranteln (Alopecosa) drei weitere Arten, die der Mittelgebirgs-Scheintaranteln sowohl vom grundsätzlichen Habitus (Erscheinungsbild) als auch von den genitalmorphologischen Merkmalen her ähneln und mit denen sie eine Artengruppe ähnelt. Dies sind die Stachelige Pantherspinne (A. aculeata), die Dickfußpantherspinne (A. cuneata) und die Dunkle Pantherspinne (A. pulverulenta). Von diesen Arten lässt sich die Mittelgebirgs-Scheintarantel durch die weißen Querlinien im hinteren Teil des hellen Medianbandes auf dem Opisthosoma abgrenzen.

## Vorkommen
Die Mittelgebirgs-Scheintarantel ist in Teilen Eurasiens verbreitet. Nachweise aus Europa folgten bisher aus Norwegen, Schweden, Finnland, dem Norden des europäischen Teil Russlands mitsamt der Oblast Kaliningrad, Deutschland, der Schweiz, Österreich, Italien, Kroatien, Albanien, ganz Griechenland mit Ausnahme von Kreta, Bulgarien, Rumänien, Ukraine, der Slowakei und Belarus. Östlich reicht das Verbreitungsgebiet der Mittelgebirgs-Scheintarantel bis nach Südsibirien hinein.
In Deutschland stammen fast alle Nachweise der Art aus den Mittelgebirgen, wovon auch ihr Trivialname rührt.

### Lebensräume

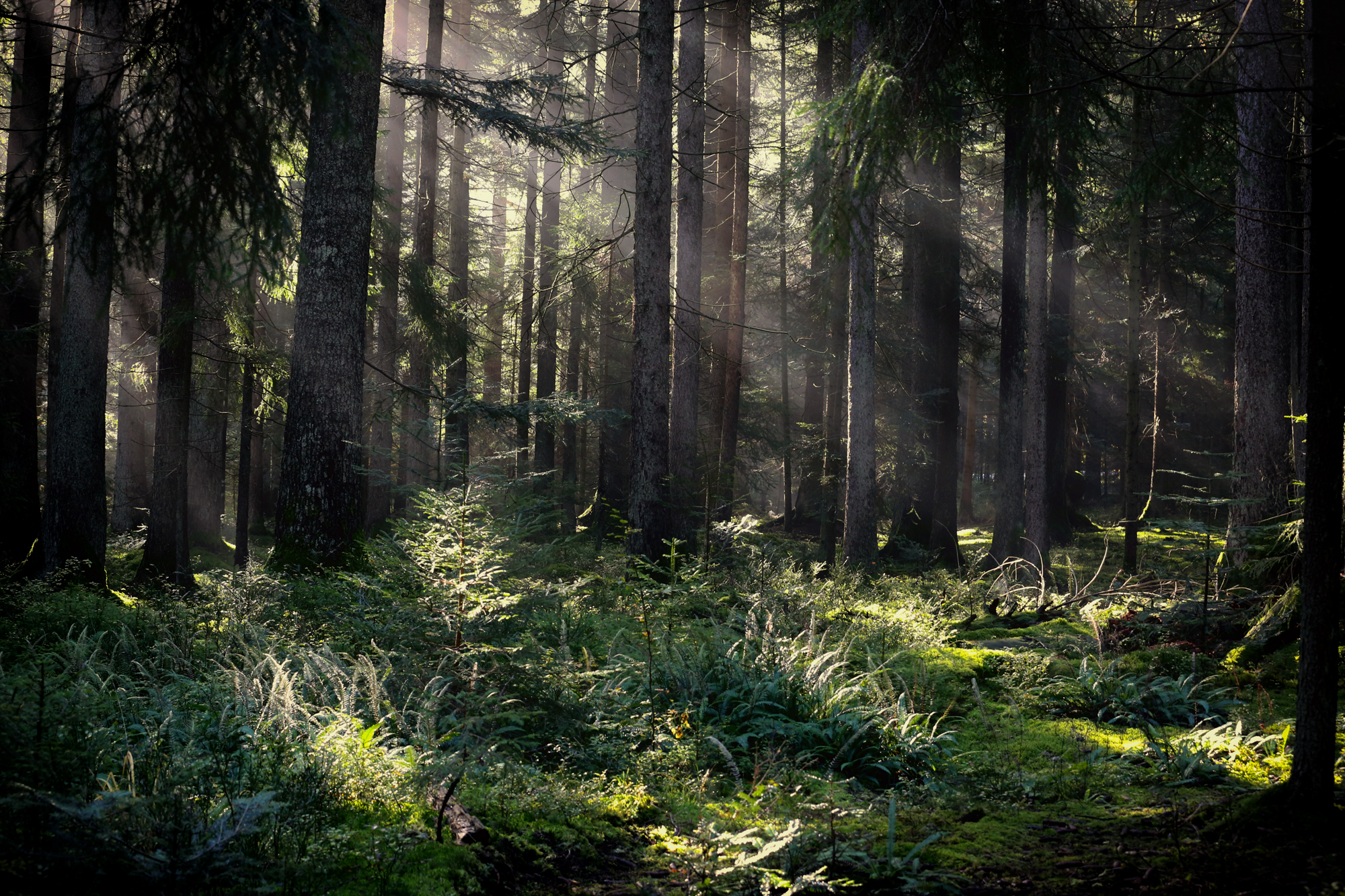
In Deutschland ist die Mittelgebirgs-Scheintarantel häufig in Nadelwäldern der Mittelgebirge wie diesem im Schwarzwald anzutreffen.

Die bekannten Habitate (Lebensräume) der Mittelgebirgs-Scheintarantel stellen in den Mittelgebirgen etwa verschiedene Wälder, vorzugsweise jedoch Nadelwälder dar. In den Alpen wurde die Art auch in Zirbelwäldern gesichtet. Weitere angenommene Biotope der Mittelgebirgs-Scheintarantel in Mitteleuropa sind Waldkiefernwälder und auch alpine genauso wie subalpine Kalkrasenflächen.

### Bedrohung und Schutz
Trotz des vergleichsweise kleinen Verbreitungsgebiets der Mittelgebirgs-Scheintarantel gilt die Art aufgrund der häufigen Fundrate in geeigneten Habitaten anders als viele andere Scheintaranteln (Alopecosa) grundsätzlich nicht als gefährdet.
In Deutschland etwa, wo die Mittelgebirgs-Scheintarantel nahezu ausschließlich in den Mittelgebirgen nachgewiesen wurde, ist sie dort häufig anzutreffen. Außerdem sind viele Funde der Mittelgebirgs-Scheintarantel in lichten Wäldern der Mittelgebirge anfangs fehlerhaft der ebenfalls häufigeren und ähnlichen Stacheligen Pantherspinne (Alopecosa aculeata) zugeschrieben worden. In der Roten Liste gefährdeter Arten Tiere, Pflanzen und Pilze Deutschlands etwa wird die Art als „ungefährdet“ gestuft und untersteht somit in Deutschland keinem Schutzstatus.
In Österreich wird die Mittelgebirgs-Scheintarantel bspw. in der Roten Liste der Spinnen Kärntens ebenfalls als „ungefährdet“ gewertet. In Norwegen und Tschechien, wo die Art von der IUCN jeweils in die Kategorien „LC“ (Least Concern) in Norwegen und „ES“ („Ecologically Sustainable“) in Tschechien erfasst wird, verhält es sich ähnlich. Der allgemeine Gefährdungsgrad der Mittelgebirgs-Scheintarantel wird von der IUCN nicht erfasst.

## Lebensweise
Die Lebensweise der nachtaktiven Mittelgebirgs-Scheintarantel entspricht der anderer Scheintaranteln (Aloepcosa), womit auch bei dieser Art das Weibchen sich mit Gespinsten ausgekleidete Wohnröhren gräbt, die als Aufenthaltsort der Spinne dienen.

### Jagdverhalten und Beutespektrum
Wie fast alle Spinnen lebt auch die Mittelgebirgs-Scheintarantel räuberisch und jagt wie viele Wolfspinnen ohne Spinnennetz, sondern als freilaufender Lauerjäger. Potentielle Beutetiere werden mithilfe der für Wolfspinnen üblich gut ausgebildeten Augen bereits aus einer Entfernung von weiteren Zentimetern geortet. Die Spinne pirscht sich an ein solches heran und springt es, sobald es nah genug ist, direkt an und versetzt ihm mittels der Cheliceren (Kieferklauen) einen Giftbiss.
Erbeutet werden von der Mittelgebirgs-Scheintarantel kleinere Gliederfüßer. Das Weibchen verweilt wie bei den anderen Scheintaranteln (Alopecosa) in seiner Wohnröhre und wartet dort auf Beutetiere.

### Lebenszyklus und Phänologie
Der Lebenszyklus der Mittelgebirgs-Scheintarantel gliedert sich wie bei Spinnen üblich in mehrere Etappen und wird wie bei vielen in den gemäßigten Klimazonen vertretenen Arten dieser Ordnung von den Jahreszeiten beeinflusst. Die Phänologie (Aktivitätszeit) beläuft sich bei ausgewachsenen Weibchen der Art auf den Zeitraum zwischen Mai und September und bei adulten Männchen auf den zwischen Mai und August.

#### Balz und Paarung
Innerhalb ihrer Phänologie suchen geschlechtsreife Männchen die Verliesen arteigener Weibchen auf, was diesem wahrscheinlich mithilfe der vom Weibchen mit Pheromonen (Botenstoffen) versehenen Wegfäden ermöglicht wird. Ist einem Männchen dies geglückt, beginnt es mit einem für die Scheintaranteln (Alopecosa) typischen Balzverhalten. Bei diesem führt es zuerst durch seine Pedipalpen trommelartige Bewegungen aus, berühren aber dabei nicht den Untergrund. Als Nächstes nähert sich das Männchen dem Weibchen in schleichender Geschwindigkeit und mit dem oft erhobenen ersten Beinpaar, das dann langsam auf den Untergrund zurückgeführt wird. Dieser Schritt kann auch ausfallen oder geht bei Berührung oder optischer Sichtung des Weibchens in den nächsten Abschnitt der Balz über, bei der das Männchen verschiedene Bewegungsphasen einnimmt. Diese beinhalten die trommelartigen Bewegungen und Bewegungen des Opisthosomas sowie ruckartige und schleichende Forwärtsbewegungen. Unterbrochen werden die Bewegungsphasen gelegentlich durch Ruhephasen, bei der das Männchen eine kauerartige Körperstellung einnimmt.
Die Dauer und Anzahl der ausgeführten Balzphasen des Männchens hängen vom Verhalten des Weibchens ab. Signalisiert es dem balzenden Männchen durch regloses Verhalten mit oftmals leicht ausgestreckten Beinen seine Paarungswilligkeit, erfolgt eine Paarung nach wenigen ausgeführten Balzphasen. Flieht es oder wehrt es das Männchen aktiv ab, kann die Balz auch über mehrere Stunden anhalten. Im folgenden Verlauf flieht das Weibchen vermehrt vor dem Männchen, wobei die meist zick-zack-artigen Wegstrecken nach und nach an Länge abnehmen und die Bewegungs- und Ruhephasen stetig wechseln. Sobald das Fluchtverhalten seitens des Weibchens eingestellt wird, unternimmt das Männchen einen weiteren Annäherungsversuch und dreht sich, sobald es unmittelbar vor das Weibchen gelangt ist, um 180°. Anschließend entfernt es sich vom Weibchen und wendet sich ihm erneut und schnell zu. Dann werden die Balzbewegungen vom Männchen nun kurz vor dem Weibchen fortgeführt. Sollte das Weibchen nun paarungswillig sein, verhält es sich ebenfalls ruhig. Es kann sich dem Männchen direkt zuwenden, sollte sich dieses dem Weibchen von der Seite aus annähern.
Unmittelbar vor der Paarung berühren sich nun beide Geschlechtspartner mit den vorderen Beinpaaren. Nun besteigt das Männchen mit vorsichtig tastenden und streichenden Beinbewegung annähernd schiebend auf das Weibchen. Wie bei Arten der Überfamilie der Lycosoidea üblich geschieht dies für gewöhnlich frontal (seltener schräg von vorne), sodass beide übereinander befindlichen Geschlechtspartner in die jeweils entgegengesetzte Richtung blicken. Auch die Übertragung des Spermas durch die Einfuhr der Bulbi seitens des Männchens in die Epigyne des Weibchens entspricht der anderer Vertreter der Überfamilie.

#### Eiablage und Entwicklung der Jungtiere
Einige Zeit nach der Paarung fertigt ein begattetes Weibchen einen Eikokon an, der, wie bei allen Wolfspinnen, an den Spinnwarzen angeheftet mit sich getragen wird. Für gewöhnlich verbleibt das Weibchen mit dem Eikokon in seiner Wohnröhre.
Die Jungtiere verbleiben nach dem Schlupf für einige Zeit ebenfalls nach Eigenart der Wolfspinnen auf dem Opisthosoma ihrer Mutter, ehe sie sich von dieser trennen und dann selbstständig heranwachsen. Ihre Geschlechtsreife erlangen sie im Folgejahr.

## Systematik
Vom Erstbeschreiber Carl Ludwig Koch erhielt die Mittelgebirgs-Scheintarantel im Jahre ihrer Erstbeschreibung 1835 die Bezeichnung Lycosa taeniata und wurde demzufolge damals wie allen Wolfspinnen in die Gattung Lycosa eingeordnet. Ihre Umstellung zur Gattung der Scheintaranteln (Alopecosa) erfolgte 1990 unter Torbjörn Kronestedt, wobei die Art ihre noch heute gültige wissenschaftliche Bezeichnung erhielt.
Der Artname taeniata stammt aus dem lateinischen und bedeutet übersetzt etwa „gebändert“ und bezieht sich somit auf die Streifungen der Mittelgebirgs-Scheintarantel.